# Valon Berisha
Valon Berisha (Malmö, Suecia, 7 de febrero de 1993) es un futbolista kosovar. Juega de centrocampista y su equipo es el LASK Linz de la Bundesliga de Austria. Es hermano del también futbolista Veton Berisha.

## Selección nacional
A pesar de haber jugado con las categorías inferiores de Suecia y la selección de Noruega, pasó a formar parte de la selección de Kosovo, ya que sus padres son inmigrantes kosovares provenientes de Albania.
Berisha marcó el primer gol oficial de dicha selección a Finlandia al transformar un penalti en el partido clasificatorio para el Mundial de Rusia 2018.

## Clubes
| Club                          | País      | Año       |
| ----------------------------- | --------- | --------- |
| Viking FK                     | Noruega   | 2009-2012 |
| Red Bull Salzburgo            | Austria   | 2012-2018 |
| S. S. Lazio                   | Italia    | 2018-2020 |
| Fortuna Düsseldorf (cedido)   | Alemania  | 2020      |
| Stade de Reims                | Francia   | 2020-2023 |
| Melbourne City F. C. (cedido) | Australia | 2022-2023 |
| LASK Linz                     | Austria   | 2024-     |

## Palmarés

### Campeonatos nacionales
| Título              | Club               | País    | Año     |
| ------------------- | ------------------ | ------- | ------- |
| Bundesliga          | Red Bull Salzburgo | Austria | 2013-14 |
| Copa de Austria     | Red Bull Salzburgo | Austria | 2013-14 |
| Bundesliga          | Red Bull Salzburgo | Austria | 2014-15 |
| Copa de Austria     | Red Bull Salzburgo | Austria | 2014-15 |
| Bundesliga          | Red Bull Salzburgo | Austria | 2015-16 |
| Copa de Austria     | Red Bull Salzburgo | Austria | 2015-16 |
| Bundesliga          | Red Bull Salzburgo | Austria | 2016-17 |
| Copa de Austria     | Red Bull Salzburgo | Austria | 2016-17 |
| Bundesliga          | Red Bull Salzburgo | Austria | 2017-18 |
| Copa Italia         | S. S. Lazio        | Italia  | 2018-19 |
| Supercopa de Italia | S. S. Lazio        | Italia  | 2019    |